# Габър (община Крива паланка)
Вижте пояснителната страница за други значения на Габър.
Габър (на македонска литературна норма: Габар) е село в Северна Македония, в община Крива паланка.

## География
Селото е разположено в областта Славище в югоизточното подножие на планината Герман, на десния бряг на Габърската река, северозападно от общинския център Крива паланка.

## История
В края на XIX век Габър е голямо българско село в Кривопаланска каза на Османската империя. Според статистиката на Васил Кънчов („Македония. Етнография и статистика“) от 1900 година Габер е населявано от 840 жители българи християни.
Цялото християнско население на селото е под върховенството на Българската екзархия. По данни на секретаря на екзархията Димитър Мишев („La Macédoine et sa Population Chrétienne“) в 1905 година в Габер има 720 българи екзархисти и в селото функционира българско училище. Според секретен доклад на българското консулство в Скопие всичките 102 къщи в селото през януари 1906 година под натиска на сръбската пропаганда в Македония признават Цариградската патриаршия.
По време на Балканската война в 1912 година 3 души от Габър се включват като доброволци в Македоно-одринското опълчение.
По време на Първата световна война Габер е включено в Градецка община и има 710 жители.
Според преброяването от 2002 година селото има 67 жители, всички северномакедонци.

## Личности
Родени в Габър
- Атанас Иванов, македоно-одрински опълченец, 2 рота на 5 одринска дружина[7]
- Дончо Цветков, македоно-одрински опълченец, 3 рота на 3 солунска дружина, носител на орден „За храброст“[8]
- Тенко Цветков, македоно-одрински опълченец, 3 рота на 3 солунска дружина[9]